# Josef Pichler (Komponist)
P. Josef Pichler OSFS (* 1958 in Eferding, Oberösterreich) ist ein Komponist und Textdichter neuer geistlicher Lieder. Er gehört als Ordenspriester den Oblaten des hl. Franz von Sales an.

## Leben
Pichler, der 1978 bei den Oblaten des hl. Franz von Sales eintrat und nach seinem Theologiestudium in Eichstätt und Wien zunächst als Diakon in Ingolstadt und dann als Kaplan in Wien-Favoriten tätig war, schrieb 1985 seine ersten Lieder und Chansons. Seit 1987 produzierte er insgesamt zehn LPs/MCs und CDs sowie acht Liederbücher.
Neben seiner Tätigkeit als Musiker arbeitete Pichler viele Jahre als Pfarrer und Wallfahrtseelsorger der Wallfahrtskirche Pöstlingberg bei Linz. Heute ist er als Altenheimseelsorger in der Pfarrei Riedberg/Ried (Diözese Linz) tätig.